# Carlsbergfjord
De Carlsbergfjord (Groenlands: Kangerterajitta Itterterterilaq) is een fjord in de gemeente Sermersooq in het oosten van Groenland. De fjord scheidt het Liverpoolland af van het Jamesonland. In het zuiden vervolgt de fjord zich als het Klitdal. De fjord mondt in het noordoosten uit in de Groenlandzee.
De fjord is ongeveer 45 kilometer lang en maakt een lichte bocht richting het zuiden.
In het noordwesten is de volgende grote fjord de Nathorstfjord.